# Gonzalo Salas
Gonzalo Edgardo Salas (n. 6 de diciembre de 1974) es un ciclista de pista y ruta argentino.

## Palmarés
1998
- Vuelta de San Juan

1999
- Doble San Francisco-Miramar

2000
- 1 etapa de la Vuelta a la Argentina

2001
- 3.º en el Campeonato de Argentina de Ciclismo Contrarreloj

2002
- Vuelta Ciclista de Chile

## Equipos
- Líder Presto (2002)
- Líder Trek (2005)